# حازوقة وينستون

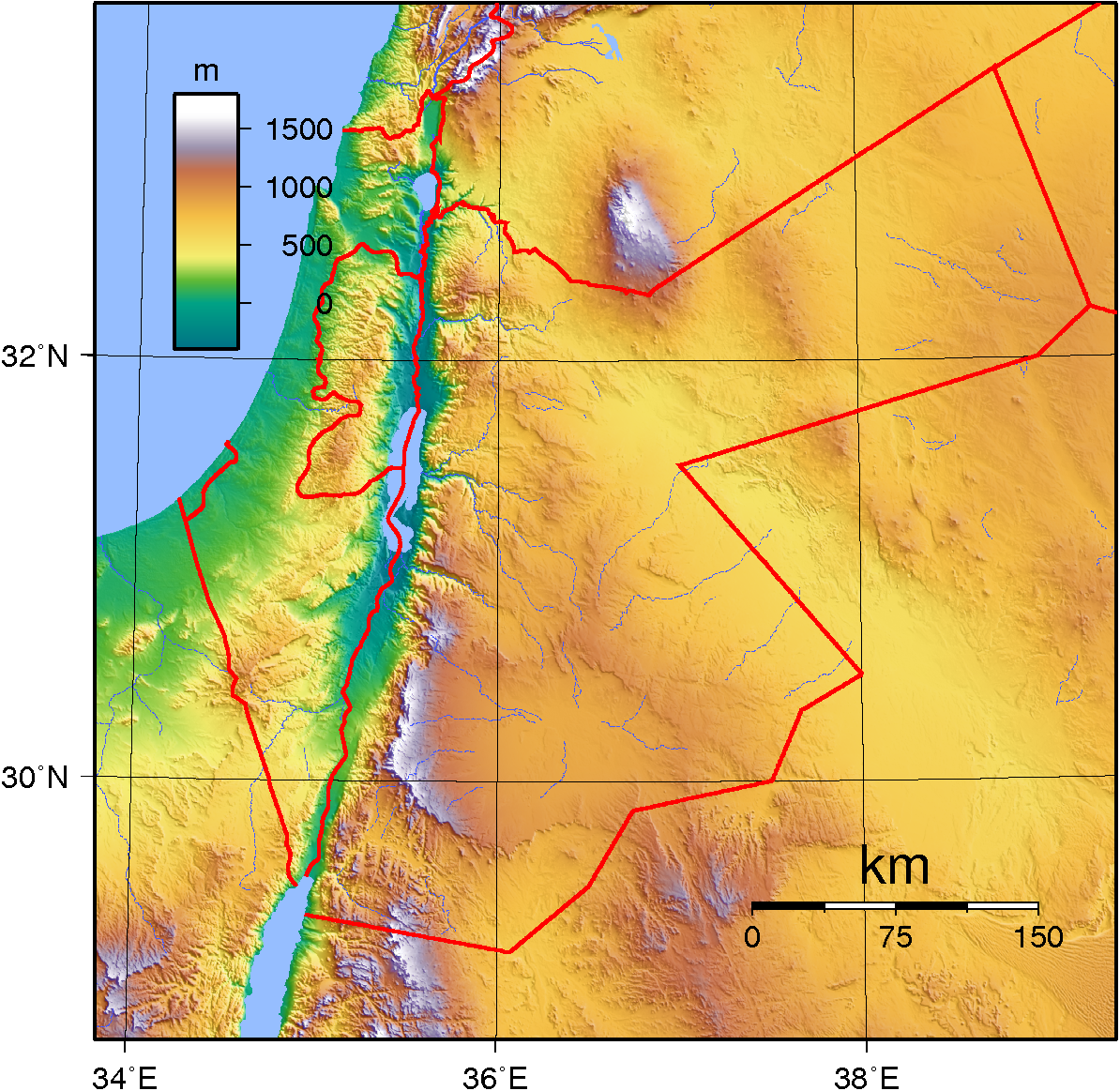
خريطة الأردن، حيث يشير المثلث السعودي الكبير المتجهة باتجاه البحر الميت إلى «حازوقة وينستون».

خريطة توضح تبادل الأراضي الذي حدث بعد عام 1965، حيث حصلت الأردن على الجزء الأخضر، فيما حصلت السعودية على الجزء الأحمر.

حازوقة وينستون أو زغطة وينستون (بالإنجليزية: Winston's Hiccup) مصطلح يشير إلى قسم مقعر بالحدود الشرقية للأردن مع المملكة العربية السعودية، يُنسب إلى وينستون تشرشل عندما كان وزيرًا للمستعمرات البريطانية عام 1921 في القاهرة بسبب اهتزاز القلم في يده عند رسمه للحد الفاصل بين إمارة شرق الأردن من جهة ونجد والحجاز من جهة أخرى بعد إفراطه بشرب الكحول، حيث أفرز رسمًا حدوديًا متذبذبًا تجلى في الخط الحدودي المتعرج الذي يفصل بين هذين البلدين العربيين حتى هذا اليوم.
أصبح هذا المثلث الأردني/ السعودي الناتج عن ذلك الرسم واحدًا من أبرز ملامح خريطة منطقة الشرق الأوسط. فمن جهة، تبعد قمة المثلث نحو 70 ميلاً (113 كم) عن العاصمة الأردنية عمّان، ومن جهة أخرى، يمتد أحد الأضلاع لمسافة تصل إلى نحو 100 ميل (161 كم)، فيما يمثل أقصر مسافة ممكنة بين السعودية والقدس.

## الوضع الحالي
لقد استمر العمل بمعظم هذه الحدود حتى عام 1965، حين وقّعت عمّان والرياض اتفاقية لترسيم وتعديل الحدود بشكل نهائي، حافظت على بعض معالم هذا المثلث، مع وجود تبادل أراضي بين البلدين. حيث ينطلق الخط الحدودي الفاصل بين الأردن والسعودية ابتداءا من جنوب العقبة نحو الشمال الشرقي على هيئة ستة خطوط قصيرة مستقيمة نسبيًا تقيدت ببعضها البعض. ثم ينحرف الخط إلى الشمال الغربي لمسافة تصل إلى 90 ميلاً (145 كم) متجهًا نحو الحدود اللبنانية، ثم يستعيد الخط ثباته في نهاية الأمر، ويمتد لمسافة 130 ميلاً (209 كم) إلى الشمال الشرقي نحو الحدود العراقية فيما يشبه الخط المستقيم، ليتخلص من كل تلك التعرجات والمنعطفات.

## وصلات خارجية
- حازوقة وينستون في دليل السفر الأردني، ماثيو تيلير
- وادي السرحان: طريق تجاري جديد مقترح